# カサブランカ (植物)
カサブランカ（学名と品種名称: Lilium ‘Casa Blanca’）は、オランダで改良されたユリ科ユリ属の栽培品種の一つ。
ヤマユリ、カノコユリ、タモトユリなどを原種とするオリエンタル・ハイブリッドの栽培品種の一つである。

## 名称
品種名称は、モロッコの都市の一つであるカサブランカ (西: Casablanca) に因んでつけられた。スペイン語で "casa" は「家」、"blanca" は「白い」を意味する。
カサブランカは1975年ごろアメリカで交配して作られ、オランダに渡って品種が固定された。オランダでは、交配したり固定した植物に都市名をつけることが多かったので、カサブランカもそれにならってモロッコ王国内で最大の（家々の壁が白い）都市の名前がつけられた。

## 形態・生態
純白の大輪の花を咲かせ「ユリの女王」と評される。日本での開花時期は6月 - 8月であり、花の直径は20cmにもなる。栽培は比較的難しいが、植付け1年目には開花することが多い。日本での植付け期は、秋季の10月 - 11月。

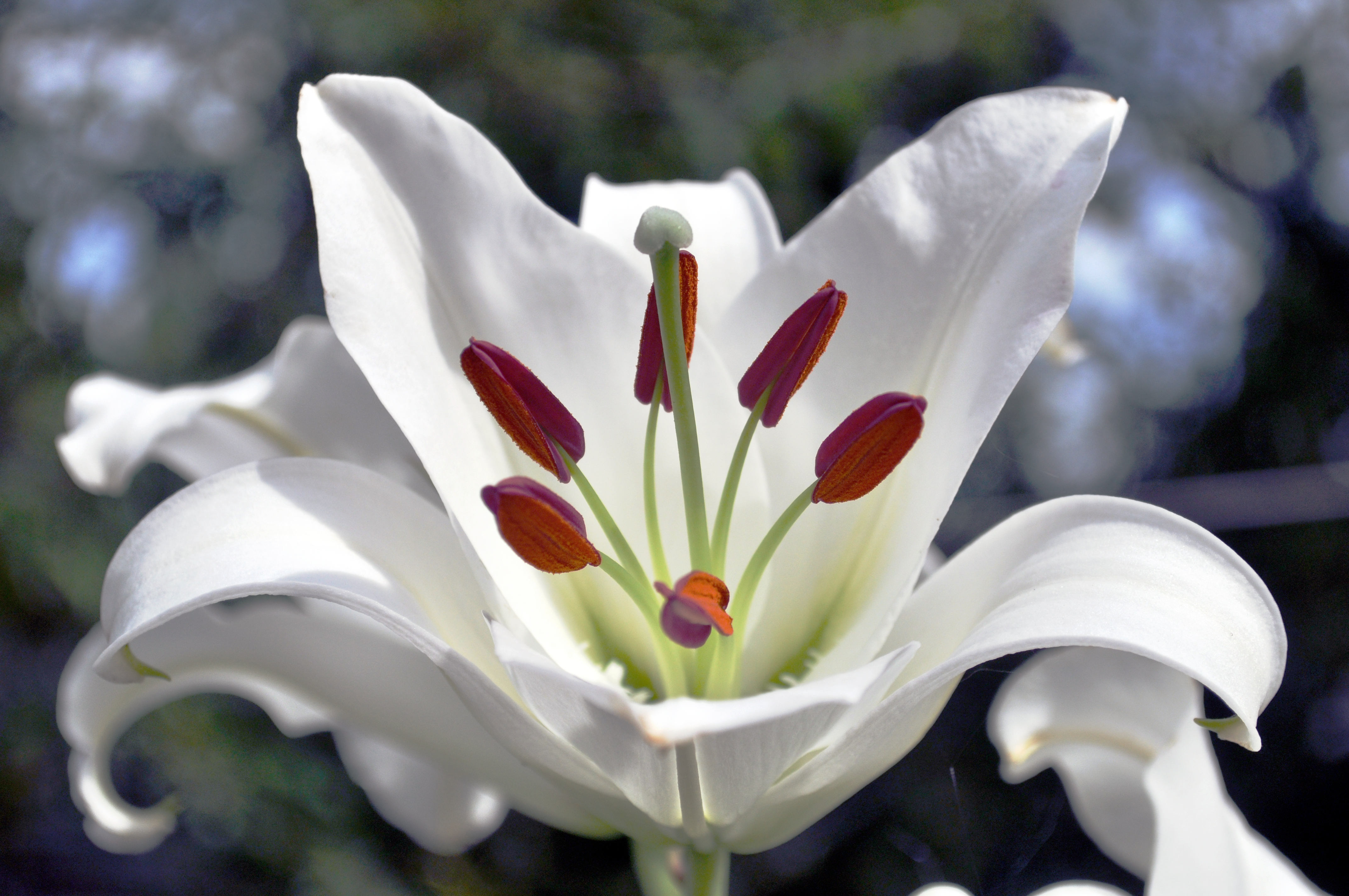
花

## 評価
1975年にオランダの育種会社で育成され、世界的なブームを呼んだ。結婚式の際のブーケをはじめ、主に贈り物の花束として喜ばれる花である。
1993年には、王立園芸協会からガーデン・メリット賞が与えられた。